# Los mineros de Alaska
Los mineros de Alaska (italiano: I minatori dell'Alaska) es una novela de aventuras del escritor italiano Emilio Salgari. Fue publicada en 1900.

## Trama
Bennie y Buck son dos cowboys que durante el transporte de un rebaño salvan al señor Falcone y su joven sobrino Armando de las manos de los feroces indios crow. El señor Falcone, agradecido por la ayuda recibida, convence a los cowboys para que les acompañen como escolta en su viaje hacia el Klondike, zona famosa por la existencia de pepitas de oro. 